# Legorreta (Baskenland)
Legorreta ist eine Gemeinde (Municipio) in der Provinz Gipuzkoa im spanischen Baskenland. Sie hat 1.449 Einwohner (Stand: 2024). 

## Geografie
Legorreta liegt etwa 55 Kilometer ostsüdöstlich von Bilbao und 27 Kilometer südsüdwestlich von der Provinzhauptstadt Donostia-San Sebastián in einer Höhe von ca. 115 m am Oria. Durch die Gemeinde führt die Autovía A-1.

## Bevölkerungsentwicklung
| 1900 | 1950 | 1970 | 1981 | 1991 | 2001 | 2011 | 2021 |
| ---- | ---- | ---- | ---- | ---- | ---- | ---- | ---- |
| 652  | 977  | 1714 | 1690 | 1522 | 1373 | 1526 | 1440 |

## Sehenswürdigkeiten
- Salvatorkirche (Iglesia de San Salvador)
- Annenkapelle
- Marinenkapelle
- Rathaus

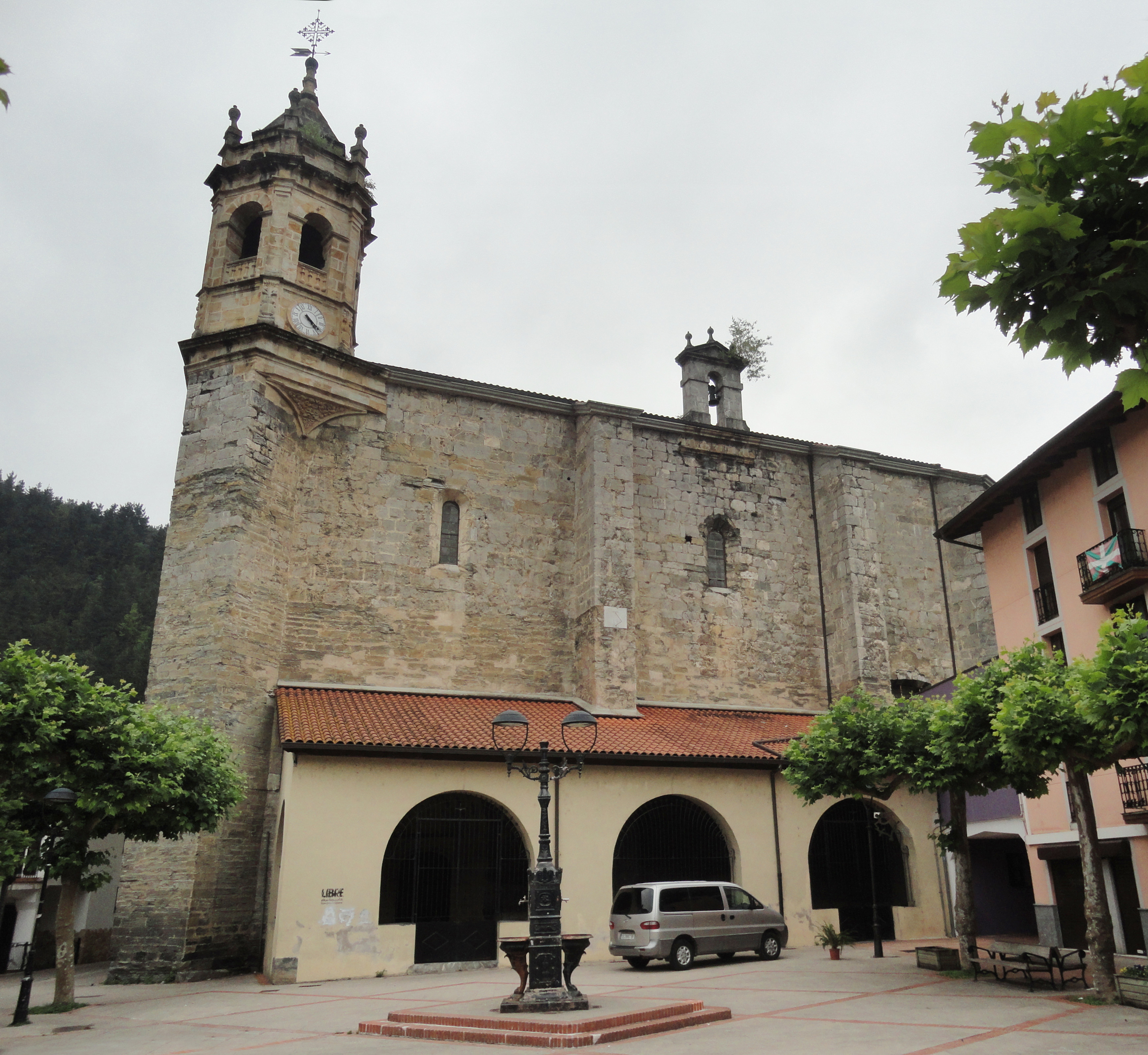
Salvatorkirche
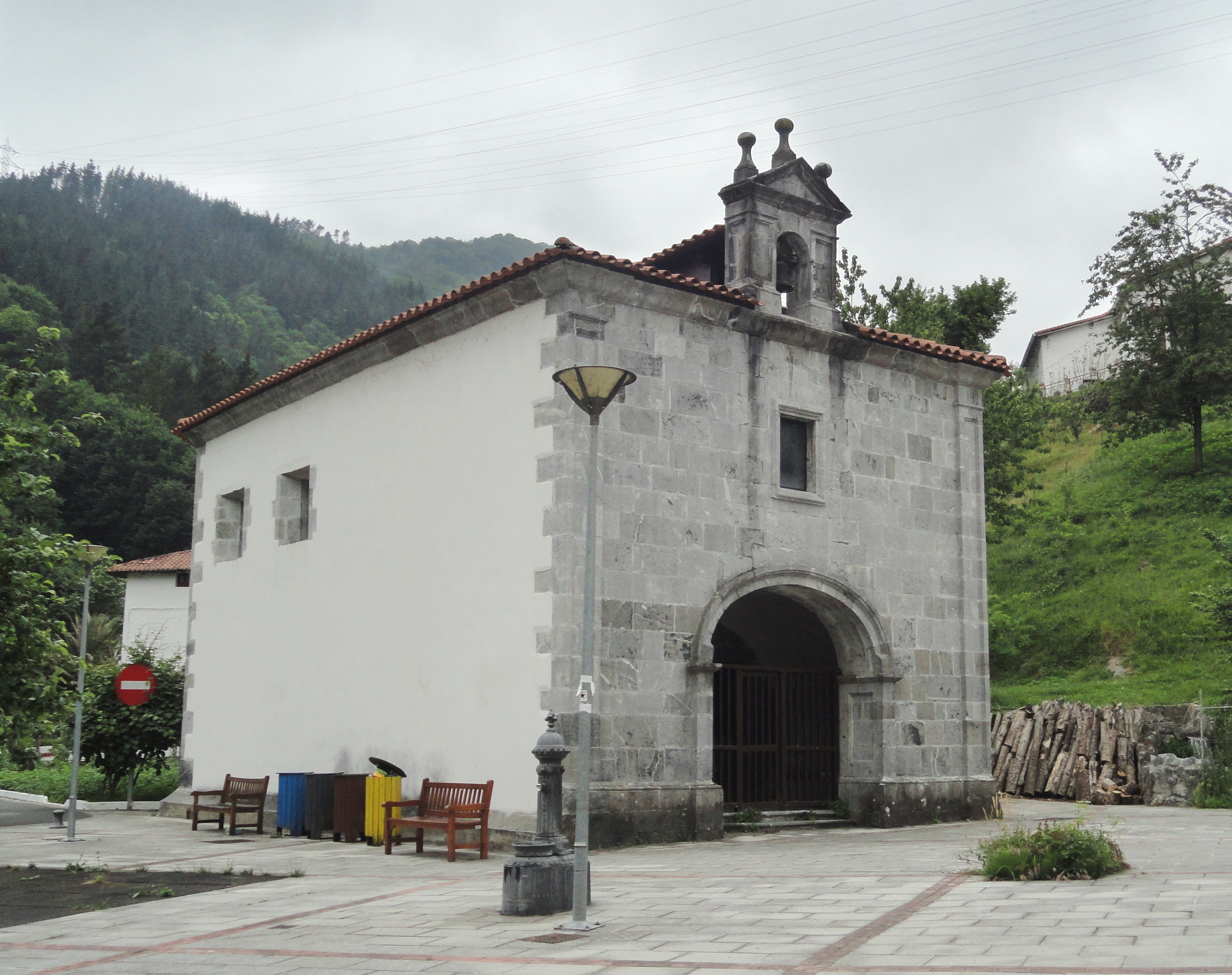
Marinenkapelle
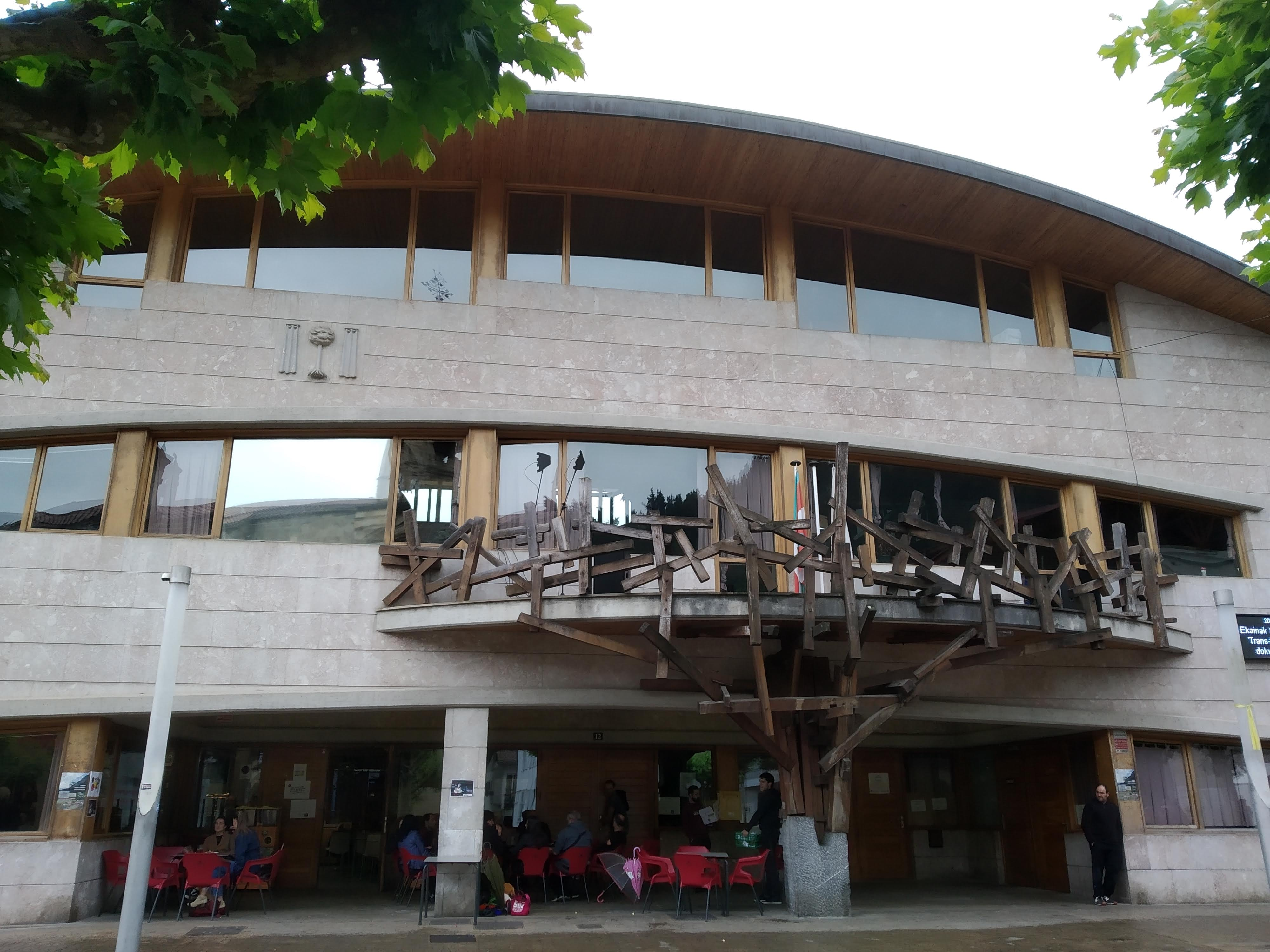
Rathaus

## Persönlichkeiten
- Juan María Jauregui (1951–2000), Politiker (PCE/PSOE), von der ETA ermordet
- Maixabel Lasa (* 1951), Friedensaktivistin
- Mikel Lasa (* 1971), Fußballspieler